# 欧隆 (上比利牛斯省)
欧隆（法語：Aulon，法語發音：[olɔ̃]）是法国上比利牛斯省的一个市镇，位于该省东南部，属于巴涅尔德比戈尔区。

## 地理
欧隆（42°51'4"N, 0°17'44"E）面积28.84 平方千米，位于法国奧克西塔尼大區上比利牛斯省，该省份为法国西南部内陆省份，北至热尔省，西接大西洋比利牛斯省，南与西班牙接壤，东临上加龙省。
与欧隆接壤的市镇（或旧市镇、城区）包括：康庞、巴涅尔德比戈尔、维耶勒欧尔、昂西藏、圣拉里-苏朗。

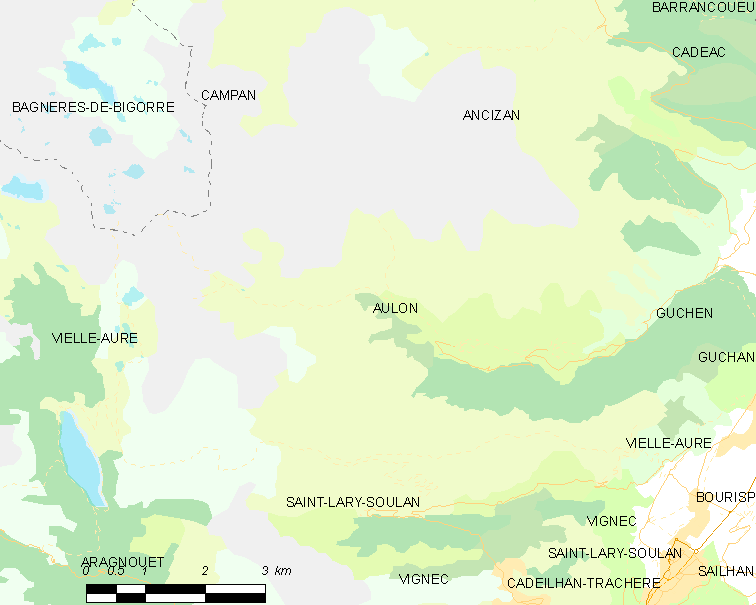
的OSM定位图

欧隆的时区为UTC+01:00、UTC+02:00（夏令时）。

## 行政
欧隆的邮政编码为65240，INSEE市镇编码为65046。

## 政治
欧隆所属的省级选区为内斯特-欧尔-卢龙县。

## 人口

1962-2008年间人口变化图示

欧隆于2022年1月1日时的人口数量为99人。